# Protestant Cay
Protestant Cay is een klein eilandje in de Amerikaanse Maagdeneilanden. Het ligt ongeveer 180 meter van de hoofdplaats Christiansted in Saint Croix. Het is te bereiken met een veerboot vanaf de haven van Christiansted.

## Overzicht
Tijdens de Franse periode (1625-1733) was Saint Croix een katholiek eiland, en moesten de protestanten worden begraven op het eiland. Tussen 1968 en 1969 werd een hotel gebouwd op het Protestant Cay.
De endemische hagedis Pholidoscelis polops kwam oorspronkelijk op het gehele eiland voor, maar in de jaren 1970 kwam de hagedis alleen voor op Protestant en Green Cay. In 1977 werd het eiland door de United States Fish and Wildlife Service aangewezen als beschermd gebied. Pholidoscelis polops is op twee andere eilanden uitgezet.
Op Protestant Cay bevindt zich een strand, hotel, restaurant en twee appartementen. Het strand is vrij toegankelijk en ligt dicht bij het centrum van Christiansted.

## Galerij

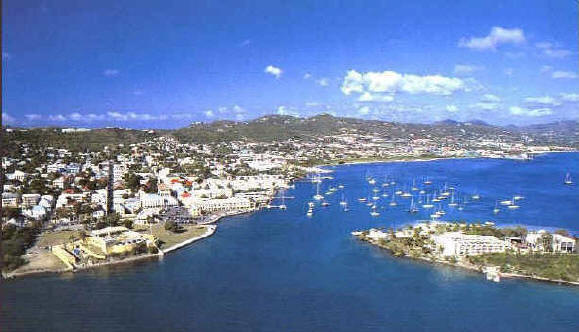
Protestant Cay (rechts) en Christiansted (links)
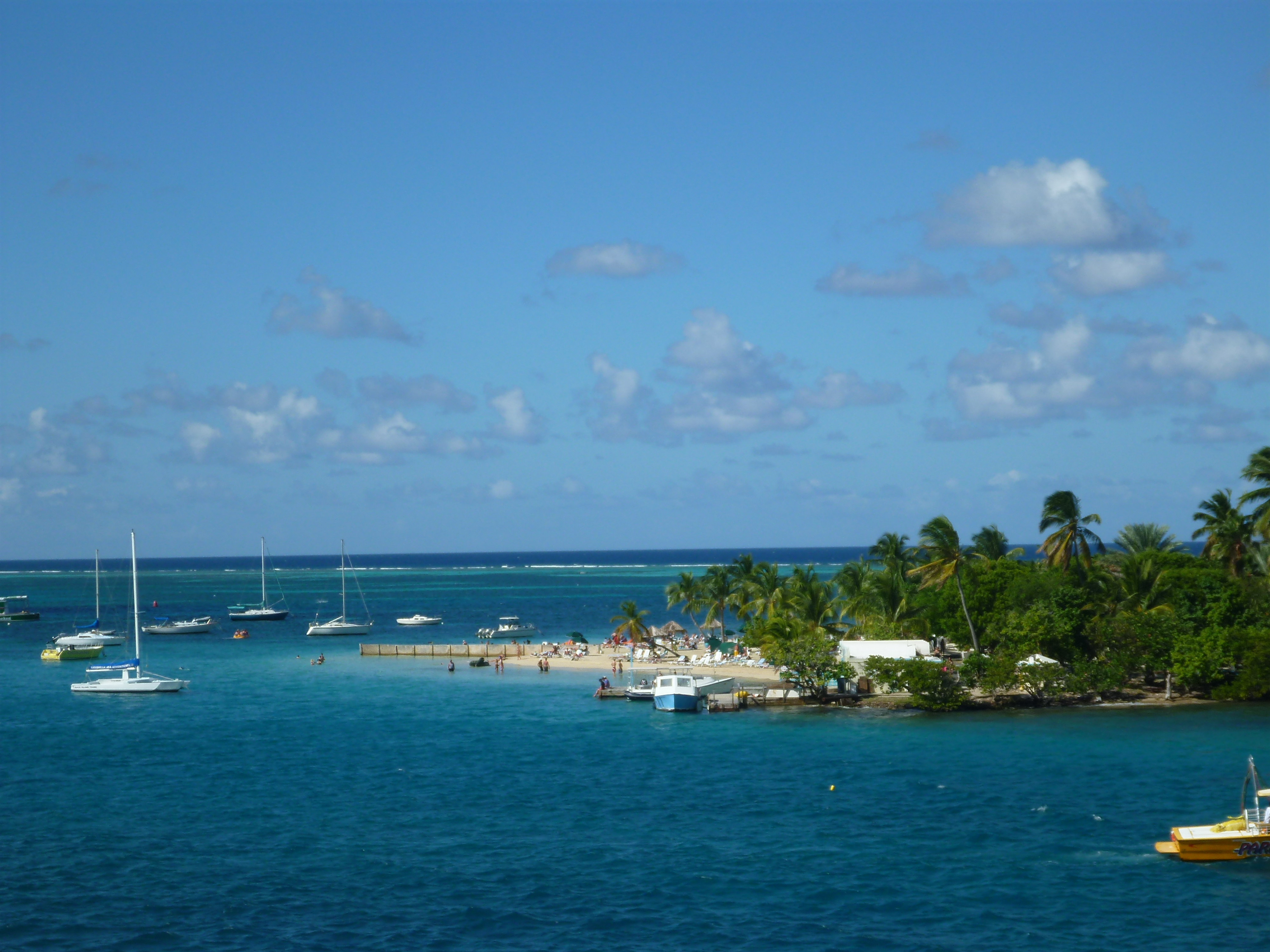
Strand van Protestant Cay
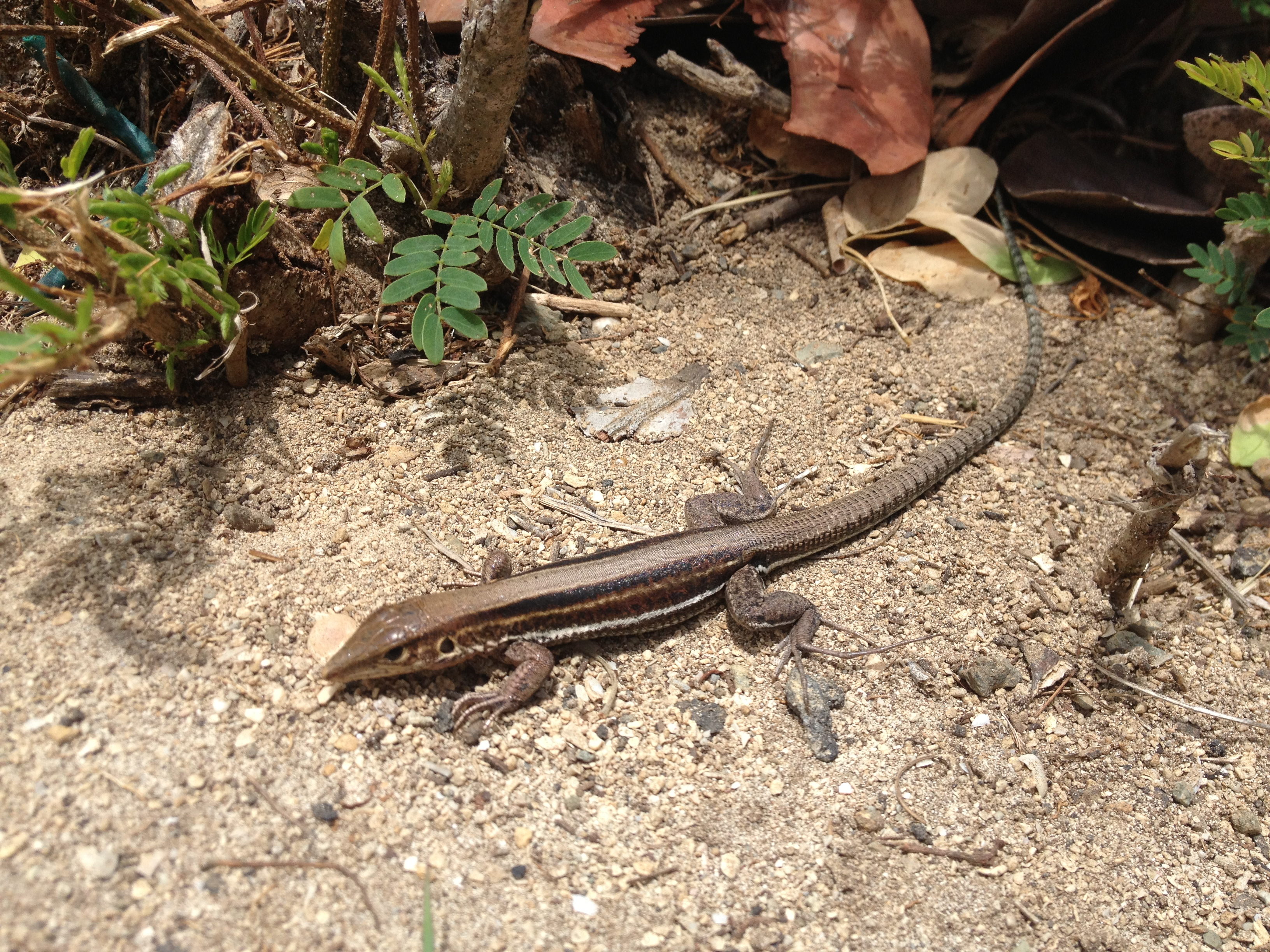
Pholidoscelis polops op Protestant Cay

Saint Croix · Saint John · Saint Thomas

Buck Island (Saint Croix) · Great Hans Lollik · Great Saint James · Hassel Island · Little Saint James · Protestant Cay · Thatch Cay · Water Island